# 松井里穂
松井 里穂（まつい りほ、1979年8月30日 - ）は、日本のAV女優。

## 略歴
1998年6月に『アネモネ』でAVデビュー。2006年には宇宙企画メモリアルシリーズに登場した。

## 出演作品
- アネモネ（1998年6月28日、宇宙企画） ※デビュー作
- 硝子の片思い（1998年7月31日、宇宙企画）
- 夢で逢いましょう（1998年8月30日、宇宙企画）
- 裏美姫III（1998年9月30日、シャイ企画、VHS）
- 裏美姫コレクション （シャイ企画、DVD）他出演:川浜なつみ、植田真奈
- 宇宙企画DX 120スペシャル（2001年12月8日、宇宙企画）他9名出演
- 宇宙企画 Debut Collection 1（2003年2月25日、宇宙企画）他多数出演
- 宇宙企画COMBO!4時間 うるるん女子校生編（2005年3月31日、宇宙企画）他多数出演
- 宇宙企画Memorial 松井里穂（2006年5月19日、宇宙企画）